# Aprostocetus agevilleae
Aprostocetus agevilleae är en stekelart som beskrevs av Graham 1987. Aprostocetus agevilleae ingår i släktet Aprostocetus och familjen finglanssteklar. Inga underarter finns listade i Catalogue of Life.